# 아나 제거스
아나 제거스(독일어: Anna Seghers, 1900년 11월 19일 ~ 1983년 6월 1일)는 독일의 작가이다. 제2차 세계 대전 경험을 도덕적으로 서술한 것으로 유명하다.

## 생애
독일 남서부의 마인츠에서 부유한 고미술상의 외동딸로 태어난 제거스는 여고 시절 시인 실러에 심취한다. 대학에 진학해서는 역사, 미술사, 중국학을 공부하였고, 제1차 세계 대전 동안 러시아 혁명의 과정에서 망명해 온 공산주의자들의 영향을 받는다. 연구와 더불어 창작 활동에도 매진했고, 1929년 《성 바르바라 마을 어부들의 봉기》로 클라이스트 상을 받아 작가로서 이름을 떨치게 된다. 1928년 독일 공산당에 가입한 그녀는 곧이어 프롤레타리아혁명작가동맹의 회원이 되었고, 망명지에서도 작품 활동을 계속해 1942년 대표작인 《제7의 십자가》를 완성한다. 나치 정권이 무너진 후 1946년, 당시 소련 점령 지역이던 후일의 동독 베를린으로 귀환한다. 1951년에 동독 예술원 창립회원이 되었고, 1952년 독일작가동맹 의장으로 선출된다. 이후 1980년에는 노동 영웅 칭호를 받았고, 1981년 소련으로부터 10월 혁명 훈장을 받았다. 이후 1983년 6월 동베를린에서 사망했다.

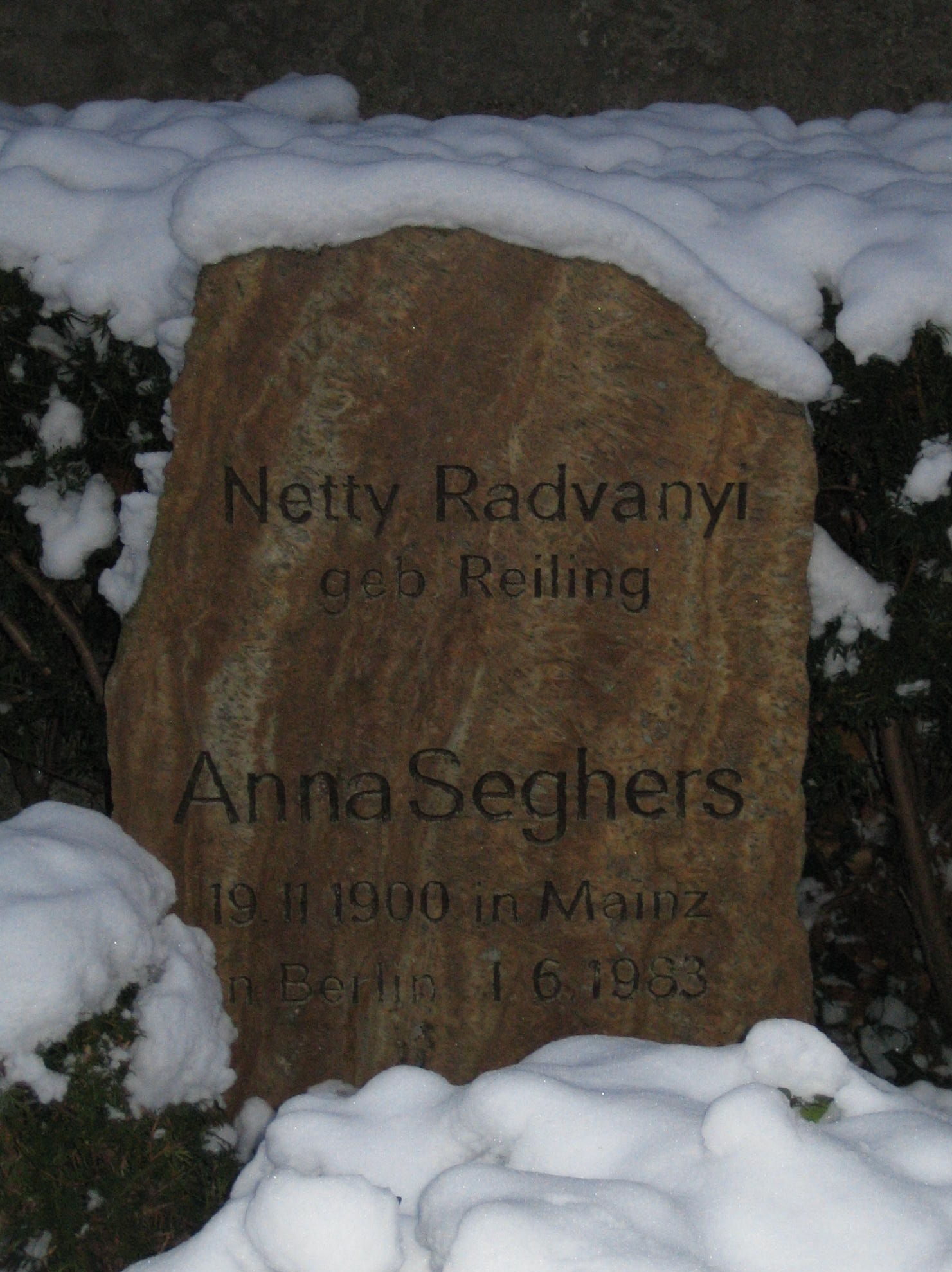
베를린에 있는 제거스의 묘비

주요 작품으로 《성 바르바라 마을 어부들의 봉기》(1928), 《제7의 십자가》(1942), 《통과비자》 (1944), 《죽은 자들은 영원히 젊다》(1949), 《약자들의 힘》(1965), 《기이한 만남》(1973), 《아이티의 세 여인》(1981) 등이 있다.

## 같이 보기
- 약자들의 힘